# Casa Folguera
Casa Folguera és un edifici situat al carrer de l'Esperança, núm. 5 del municipi de Blanes (Selva). És una obra inclosa en l'Inventari del Patrimoni Arquitectònic de Catalunya. També és coneguda com a Can Macip.

## Descripció
És un edifici de tres plantes i golfes entre mitgeres. La planta baixa consta de cotxera i entrada amb vestíbul, i està emmarcada per esgrafiats de motius rectangulars, decorats geomètricament i vegetalment de roig i blanc.
La divisió amb el primer pis es marca amb un seguit de motllures i petites mènsules. Sobre la porta d'entrada hi ha un relleu figurat on apareix un mestre d'obres i un paleta. El primer pis ja no té esgrafiats i les obertures són dues arcades de mig punt amb una columna jònica que les divideix. El segon pis només té una obertura, també de mig punt, amb un balcó i l'esgrafiat i pintat d'un rellotge de sol. La cornisa sobresurt mig metre i està formada per mènsules i cassetons. A les golfes existeix una terrassa coronada de dos vasos decoratius classicistes.

## Història

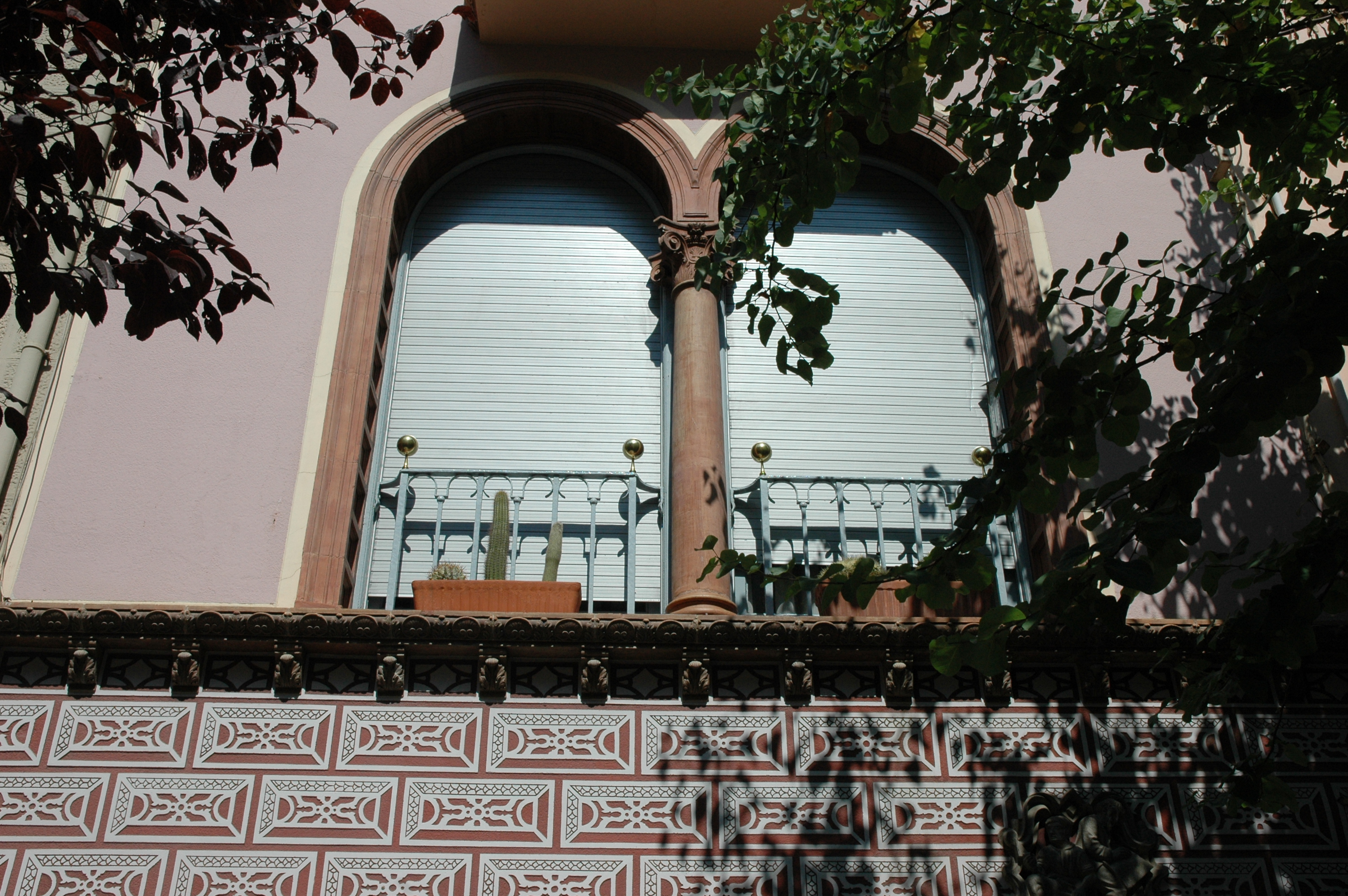
Detall esgrafiat i la finestra geminada del segon pis

És un edifici reformat l'any 1941-1943 per l'arquitecte Francesc Folguera. Preveient que diverses feines que tenia encarregades a Blanes l'ocuparien durant un període llarg de temps, Folguera va comprar una casa al carrer de l'Esperança i hi va construir un habitatge que li pogués servir a la vegada d'estudi. L'arquitecte hi va viure i treballar fins al 1956, quan la va vendre a la família Macip, els actuals propietaris, i es va traslladar a Barcelona.